# FN:s konvention om kärnvapenförbud
FN:s konvention om kärnvapenförbud (på engelska Treaty on the Prohibition of Nuclear Weapons, TPNW) är en FN-konvention som bygger vidare på icke-spridningsavtalet NPT och syftar till en global kärnvapennedrustning. Konventionen är det första bindande internationella avtalet med målet att helt förbjuda kärnvapen och har till stor del drivits på av International Campaign to Abolish Nuclear Weapons (ICAN). Konventionen antogs vid multilaterala FN-förhandlingar i New York den 7 juli 2017 och är en följd av resolution 71/258. Konventionen förbjuder bland annat utveckling, förvaring, transport, användning och hot om användning av kärnvapen. För kärnvapenstater som ansluter sig innebär avtalet dessutom att en tidsplan för förhandlingar i syfte att avskaffa landets kärnvapen ska göras.

FN:s omröstning om att anta konventionen den 7 juli 2017.
Blå: Ja. Röd: Nej. Svart: Avstod. Grå: Röstade ej.

Under konferensen deltog 124 länder i omröstningen och 122 röstade ja. Nederländerna var det enda Nato-land som deltog och också den enda deltagaren som röstade mot att konventionen skulle antas. Singapore avstod från att rösta. Inga kärnvapenstater deltog i konferensen. Den 20 september 2017 öppnades avtalet för signering. I och med att 50 länder ratificerat avtalet beslutades det träda i kraft den 22 januari 2021. Det är juridiskt bindande för dem som ratificerar det.

## Sveriges ställningstagande
Sveriges regering var till en början drivande för att få till stånd en konvention som förbjuder kärnvapen. Man deltog också aktivt under konferensen och röstade ja till konventionen. I en röstförklaring framhöll dock Sverige att man inte fullt ut tyckte att konventionen tillgodosåg svenska önskemål. Därefter har man antagit en mer försiktig hållning och har valt att avvakta med signering. Istället tillsatte man en enmansutredning av Lars-Erik Lundin som fick i uppdrag att se över vilka konsekvenser som skulle kunna uppstå om Sverige skriver under konventionen. Utredningen skulle bland annat analysera eventuella följder avseende Sveriges samlade bi- och multilaterala säkerhets- och försvarspolitiska samarbeten och vilka möjligheter som finns att frånträda konventionen. Utredningen presenterades i januari 2019 och avrådde från signering. Sedan år 2021 är Sverige officiell observatör för konventionen utan att ha själva anslutit sig till den.

## Signering och ratificering

Grön: Ratifierat. Gul: Signerat.

Den 15 januari 2024 hade 93 länder signerat konventionen varav 70 stater har ratificierat den och ytterligare 3 anslutit sig.
| Land                           | Signerade         | Ratificierade             |
| ------------------------------ | ----------------- | ------------------------- |
| Algeriet                       | 20 september 2017 |                           |
| Angola                         | 27 september 2018 |                           |
| Antigua och Barbuda            | 26 september 2018 | 25 november 2019          |
| Bangladesh                     | 20 september 2017 | 26 september 2019         |
| Barbados                       | 22 september 2022 |                           |
| Belize                         | 6 februari 2020   | 19 maj 2020               |
| Benin                          | 26 september 2018 | 11 december 2020          |
| Bolivia                        | 16 april 2018     | 6 augusti 2019            |
| Botswana                       | 26 september 2019 | 15 juli 2020              |
| Brazil                         | 20 september 2017 |                           |
| Brunei Darussalam              | 26 september 2018 |                           |
| Burkina Faso                   | 22 september 2022 |                           |
| Centralafrikanska republiken   | 20 september 2017 |                           |
| Chile                          | 20 september 2017 | 23 september 2021         |
| Colombia                       | 3 augusti 2018    |                           |
| Cook Islands                   |                   | 4 september 2018 anslutit |
| Costa Rica                     | 20 september 2017 | 5 juli 2018               |
| Djibouti                       | 9 januari 2023    |                           |
| Dominica                       | 26 september 2019 | 18 oktober 2019           |
| Dominikanska Republiken        | 7 juni 2018       | 22 september 2022         |
| Ecuador                        | 20 september 2017 | 25 september 2019         |
| Ekvatorialguinea               | 22 september 2022 |                           |
| Elfenbenskusten                | 20 september 2017 |                           |
| El Salvador                    | 20 september 2017 | 30 januari 2019           |
| Fiji                           | 20 september 2017 | 7 juli 2020               |
| Filippinerna                   | 20 september 2017 | 18 februari 2021          |
| Gambia                         | 20 september 2017 | 26 september 2018         |
| Ghana                          | 20 september 2017 |                           |
| Grenada                        | 26 september 2019 | 20 juni 2022              |
| Guatemala                      | 20 september 2017 | 13 juni 2022              |
| Guinea-Bissau                  | 26 september 2018 | 15 december 2021          |
| Guyana                         | 20 september 2017 | 20 september 2017         |
| Haiti                          | 22 september 2022 |                           |
| Honduras                       | 20 september 2017 | 24 oktober 2020           |
| Indonesien                     | 20 september 2017 |                           |
| Irland                         | 20 september 2017 | 6 augusti 2020            |
| Jamaica                        | 8 december 2017   | 23 oktober 2020           |
| Kambodja                       | 9 januari 2019    | 22 januari 2021           |
| Kap Verde                      | 20 september 2017 | 20 juni 2022              |
| Kazakstan                      | 2 mars 2018       | 29 augusti 2019           |
| Kiribati                       | 20 september 2017 | 26 september 2019         |
| Komorerna                      | 20 september 2017 | 19 februari 2021          |
| Kongo-Kinshasa                 | 20 september 2017 | 22 september 2022         |
| Kongo                          | 20 september 2017 | 17 maj 2022               |
| Kuba                           | 20 september 2017 | 30 januari 2018           |
| Laos                           | 21 september 2017 | 26 september 2019         |
| Lesotho                        | 26 september 2019 | 6 juni 2020               |
| Libyen                         | 20 september 2017 |                           |
| Liechtenstein                  | 20 september 2017 |                           |
| Madagaskar                     | 20 september 2017 |                           |
| Malawi                         | 20 september 2017 | 29 juni 2022              |
| Malaysia                       | 20 september 2017 | 30 september 2020         |
| Maldiverna                     | 26 september 2019 | 26 september 2019         |
| Malta                          | 25 augusti 2020   | 21 september 2020         |
| Mexico                         | 20 september 2017 | 16 januari 2018           |
| Mocambique                     | 18 augusti 2020   |                           |
| Mongoliet                      |                   | 10 december 2021 anslutit |
| Myanmar                        | 26 september 2018 |                           |
| Namibia                        | 8 december 2017   | 20 mars 2020              |
| Nauru                          | 22 november 2019  | 23 oktober 2020           |
| Nepal                          | 20 september 2017 |                           |
| Nicaragua                      | 22 september 2017 | 19 juli 2018              |
| Niger                          | 9 december 2020   |                           |
| Nigeria                        | 20 september 2017 | 6 augusti 2020            |
| Niue                           |                   | 6 augusti 2020 anslutit   |
| Nya Zeeland                    | 20 september 2017 | 31 juli 2018              |
| Palau                          | 20 september 2017 | 3 maj 2018                |
| Palestina*                     | 20 september 2017 | 22 mars 2018              |
| Panama                         | 20 september 2017 | 11 april 2019             |
| Paraguay                       | 20 september 2017 | 23 januari 2020           |
| Peru                           | 20 september 2017 | 23 december 2021          |
| Saint Kitts och Nevis          | 26 september 2019 | 9 augusti 2020            |
| Saint Lucia                    | 27 september 2018 | 23 januari 2019           |
| Samoa                          | 20 september 2017 | 26 september 2018         |
| San Marino                     | 20 september 2017 | 26 september 2018         |
| Sao Tome och Principe          | 20 september 2017 | 15 januari 2024           |
| Sierra Leone                   | 22 september 2022 |                           |
| Sydafrika                      | 20 september 2017 | 25 februari 2019          |
| Saint Vincent och Grenadinerna | 8 december 2017   | 31 juli 2019              |
| Seychellerna                   | 26 september 2018 | 9 juli 2021               |
| Sri Lanka                      |                   | 19 september 2023         |
| Sudan                          | 22 juli 2020      |                           |
| Tanzania                       | 26 september 2019 |                           |
| Thailand                       | 20 september 2017 | 20 september 2017         |
| Timor-Leste                    | 26 september 2018 | 20 juni 2022              |
| Trinidad och Tobago            | 26 september 2019 | 26 september 2019         |
| Togo                           | 20 september 2017 |                           |
| Tuvalu                         | 20 september 2017 | 12 oktober 2020           |
| Uruguay                        | 20 september 2017 | 25 juli 2018              |
| Vanuatu                        | 20 september 2017 | 26 september 2018         |
| Vatikanstaten*                 | 20 september 2017 | 20 september 2017         |
| Venezuela                      | 20 september 2017 | 27 mars 2018              |
| Vietnam                        | 22 september 2017 | 17 maj 2018               |
| Zambia                         | 26 september 2019 |                           |
| Zimbabwe                       | 4 december 2020   |                           |
| Österrike                      | 20 september 2017 | 8 maj 2018                |
| Totalt                         | 93                | 70+3                      |

* FN-observatör, ej FN-medlem